# Lochnell Observatory

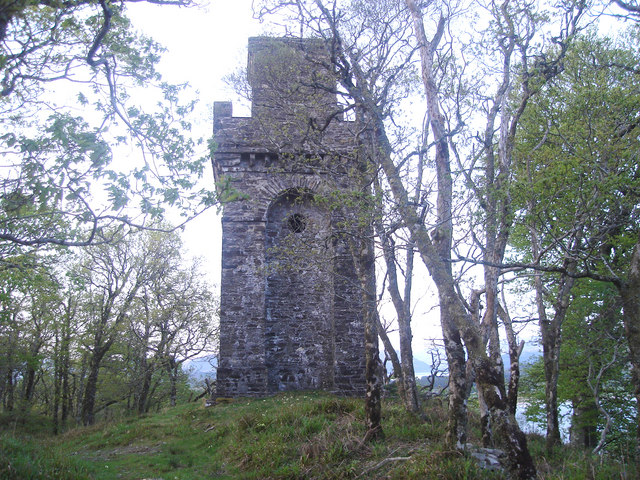
Lochnell Observatory

Lochnell Observatory, auch Lady Margaret’s Tower, ist ein Turm nahe der schottischen Ortschaft Benderloch. Der Turm steht auf den Ländereien des denkmalgeschützten Lochnell House. Er steht auf einem Höhenzug nur wenige hundert Meter vom Ufer von Ardmucknish Bay, einer Bucht des Meeresarmes Loch Linnhe, entfernt. Auf Grund seines Standortes bietet sich von der Aussichtsplattform des Lochnell Observatory ein Fernblick über Loch Linnhe sowie dessen Nebenarm Loch Etive und die Insel Mull. Auch aus der Ferne ist Lady Margaret’s Tower sichtbar. 1980 wurde das Lochnell Observatory in die schottischen Denkmallisten in der Kategorie A aufgenommen.
Im Zugangsbereich des Turms ist eine Tafel in das Mauerwerk eingelassen, welche das Baujahr 1754 und die Erbauerin Lady Campbell nennt. Historic Scotland geben hingegen das frühe 19. Jahrhundert als Bauzeitraum an.

## Beschreibung
Das aus Bruchstein gebaute Lochnell Observatory besitzt einen quadratischen Grundriss. Der Turm wird durch eine Eingangsöffnung im Nordosten betreten. Von dort aus führt eine Wendeltreppe nach oben und endet an der Aussichtsplattform. Diese ist von einer zinnenbestandenen und verzierten Brüstung gesäumt. Unterhalb der Brustwehr sind auf allen vier Seiten des Turms Halbbögen in das Mauerwerk eingelassen, die durch umlaufende Zierbänder abgesetzt sind. Von der Plattform aus ragt der bedeutend kleinere und ebenfalls quadratische Turmabschluss noch wenige Meter in die Höhe. Nach Informationen von Historic Scotland brannte das Lochnell Observatory im Jahre 1850 aus. Da diese Information durch keinen zweiten Literaturbeleg gestützt werden kann, handelt es sich eventuell um eine Verwechslung mit dem bestätigten Brand, der Teile von Lochnell House um diese Zeit verwüstete.